# Alex Poythress
Alexander Antoine Poythress (* 6. September 1993 in Savannah (Georgia)) ist ein US-amerikanisch-ivorischer Basketballspieler.

## Werdegang
Poythress wuchs in Clarksville im US-Bundesstaat Tennessee auf und spielte Basketball an der örtlichen Northeast High School. Er galt als einer der besten Spieler seines Jahrgangs in Tennessee und in den gesamten Vereinigten Staaten. In der Saison 2011/12 erhielte er die Auszeichnung als Mr. Basketball des Bundesstaates Tennessee.
Von 2012 bis 2016 spielte Poythress unter Trainer John Calipari an der University of Kentucky. Poythress kam in 112 Spielen zum Einsatz und erzielte für die Hochschulmannschaft 8,6 Punkte und 5,3 Rebounds je Begegnung. Ab Mitte Dezember 2014 fehlte er Kentucky aufgrund eines Kreuzbandrisses und spielte erst in der Folgesaison wieder.
Beim Draftverfahren der NBA blieb er unberücksichtigt, wurde aber Ende August 2016 von der NBA-Mannschaft Indiana Pacers mit einem Vertrag ausgestattet. Er wirkte in zwei Vorbereitungsspielen mit, wurde Mitte Oktober 2016 aber noch vor dem Saisonauftakt aus Indianas Aufgebot gestrichen. Poythress spielte dann zunächst für die Fort Wayne Mad Ants in der NBA G-League, seinen Einstand in der NBA gab er im Anschluss an seine Verpflichtung durch die Philadelphia 76ers, die Anfang April 2017 vollzogen wurde. Für Philadelphia bestritt er im weiteren Verlauf der Saison 2016/17 sechs NBA-Spiele (10,7 Punkte, 4,8 Rebounds/Spiel).
Auch in der Saison 2017/18 spielte Poythress zeitweise für die Fort Wayne Mad Ants und in der NBA für die Indiana Pacers, für die er 25 Spiele bestritt, aber nur durchschnittlich rund vier Minuten Einsatzzeit erhielt. 2018/19 kam er in der NBA G-League für die Erie BayHawks auf 18 Einsätze (23,7 Punkte und 9,7 Rebounds/Spiel) und in der NBA für die Atlanta Hawks auf 21 Spiele (5,1 Punkte/Spiel).
Zur Saison 2018/19 ging Poythress zu den Jilin Northeast Tigers nach China, Anfang Dezember 2018 wechselte er zu Galatasaray Istanbul. Bis Mitte März 2019 kam er für Galatasaray auf 13 Einsätze (12,3 Punkte, 5,9 Rebounds/Spiel).
Von 2020 bis 2022 stand er bei Zenit St. Petersburg unter Vertrag. 2022 gewann er mit der Mannschaft den Meistertitel in der Liga VTB. Poythress war an dem Erfolg mit 31 Saisoneinsätzen und Mittelwerten von 12,6 Punkten und 5,6 Rebounds je Spiel beteiligt. In der Sommerpause 2022 wurde der US-Amerikaner von Maccabi Tel Aviv verpflichtet. Er wurde mit der Mannschaft 2023 israelischer Meister.
Im Sommer 2023 nahm Poythress ein Angebot von Olimpia Mailand an. Er wurde mit der Mannschaft 2024 italienischer Meister. Poythress kam in der Serie A bei 18 Einsätzen auf einen Mittelwert von 7,3 Punkten. Im Sommer 2024 kehrte er zu Zenit St. Petersburg zurück.

### Nationalmannschaft
Poythress nahm 2022 die Staatsbürgerschaft der Elfenbeinküste an und wurde Nationalspieler des Landes.